# Иерихонская башня
Башня Иерихона — каменное строение высотой около 8,5 метров, созданное в Иерихоне эпохи докерамического неолита (около 8000 г. до н. э.). Это один из самых ранних каменных памятников архитектуры.
Стена Иерихона была обнаружена Джоном Гарстангом во время раскопок 1930—1936 годов. Гарстанг отнёс эти постройки к Иерихону, описанному в «Книге Иисуса Навина», и датировал их примерно 1400 годом до нашей эры. Кэтлин Кеньон обнаружила башню, построенную у стены внутри города, во время раскопок 1952-58 гг. в траншее I. Кеньон представила доказательства того, что и стена, и башня датируются гораздо более ранним периодом — неолитом (новым каменным веком) и относятся к одному из первых в истории протогородов. Башня показывает важность Иерихона и даёт материал для понимания моделей поселений в султанский период на юге Леванта.
Башня конической формы построена из необработанного камня, внутри имеет лестницу из двадцати двух ступенек. У основания диаметр почти 9 метров, около вершины — 7 метров; стены имеют толщину в полтора метра. По оценкам, на строительство башни ушло 11 000 рабочих дней. Башня могла использоваться как укрепление, система защиты от наводнений, храм и (или) политический символ общинной власти и территориальных притязаний.
В начале XXI века исследования Рана Баркая и Роя Лирана из Тель-Авивского университета позволили предположить, что при строительстве башни учитывались астрономические и социальные цели. Они использовали компьютерное моделирование, чтобы определить, что тень близлежащих гор сначала падает на башню на закате летнего солнцестояния, а затем распространяется по всему городу, что можно считать ранним примером археоастрономии. Учитывая, что на момент строительства не было никаких известных вторжений в этот район, оборонительное назначение башни, стены и рва в Иерихоне было поставлено под сомнение. Поскольку никаких захоронений в районе башни обнаружено не было, Баркай и Лиран также считают маловероятными предположения о ритуальных функциях башни.
Баркай в «Джерузалем пост» утверждал, что эта структура использовалась для того, чтобы убедить людей вести более тяжёлый образ жизни с развитием сельского хозяйства и внедрением социальной иерархии. В заключение он сказал: «Мы считаем, что эта башня была одним из механизмов мотивации людей к участию в коллективном образе жизни».